# ARM Cortex-A76
ARM Cortex-A76 — мікроархітектура, що реалізує 64-бітний набір команд ARMv8.2-A, спроектована центром досліджень і розробки ARM Holdings у Остіні (Техас). За заявою ARM, має на 25% вищу швидкодію у операціях з цілими числами, і на 35% — з рухомою комою.

## Особливості дизайну
Хоча Cortex-A76 є наступником ARM Cortex-A73 і ARM Cortex-A75, проте ця мікроархітектура спроектована «з чистого аркуша». 
Cortex-A76 має 4-смуговий суперскалярний декодер операцій з позачерговим виконанням; за один цикл здійснюється вибірка 4-х інструкцій (ширина вікна позачергового виконання — 128 інструкцій). Конвеєр виконання налічує 8 «портів»[уточнити] з глибиною 13 стадій.
Ядро підтримує 32-розрядні користувацькі двійкові програми, але операційна система (чи інші програми, що викликають привілейовані інструкції) мають бути 64-розрядними. Підтримуються інструкції «Load acquire» (LDAPR), (ARMv8.3-A), скалярного добутку (ARMv8.4-A), біт PSTATE Speculative Store Bypass Safe (SSBS), а також бар'єрні інструкції для спекулятивного виконання CSDB, SSBB і PSSBB (ARMv8.5-A).
У порівнянні з A75 пропускна спроможність шини пам'яті виросла на 90%. Загальна продуктивність A76 у порівнянні з A73, за оцінкою ARM, має вирости вдвічі, і новий процесор добре підійде для операційної системи Windows 10 і її прикладних програм. Як чипи-конкуренти називаються Kaby Lake від Intel.
Cortex-A76 підтримує технологію ARM DynamIQ. Разом з високопродуктивними ядрами A76 на одному кристалі процесора можуть застосовуватися енергоефективні ядра ARM Cortex-A55.

### Neoverse N1
20 лютого 2019 року ARM оголосила про наявність нової мікроархітектури Neoverse N1 (кодова назва Ares), заснованої на A76, але перепроєктованої для серверних застосунків. Еталонна реалізація такого процесора може мати до 64 (або до 128 у топ-варіанті) ядер Neoverse N1.
Відмінними рисами Neoverse у порівнянні з Cortex-A76 є:
- Когерентні кеші інструкцій і даних
- Кеш другого рівня: 512-1024 KiB на ядро
- Mesh interconnect[уточнити]

## Ліцензування
Cortex-A76 продається як інтелектуальна власність (англ. semiconductor intellectual property core, SIP core); дизайн уможливлює інтеграцію процесорних ядер з іншими компонентами (графічними процесорами і контролерами, цифровими сигнальними процесорами тощо), що також зазвичай описуються мовами опису апаратури і є комерційною інтелектуальною власністю. Інтеграція таких підсистем здійснюється у формі системи на кристалі.

## Використання
Фірма Qualcomm у співпраці з ARM розробила чипи верхнього рівня продуктивності Kryo 495 (Snapdragon 8cx) / Kryo 485 (Snapdragon 855 і 855 Plus), що базуються на частково модифікованому дизайні A76, а також процесори середнього рівня Kryo 460 (Snapdragon 675) і Kryo 470 (Snapdragon 730). Однією з модифікацій, здійснених Qualcomm, було розширення буфера перегрупування команд з метою збільшення вікна виконання позачергових інструкцій.
Дана мікроархітектура знайшла також застосування у процесорах Exynos 990 і Exynos Auto V9 фірми Samsung, і у процесорах MediaTek Helio G90/G90T і Dimensity 800 /820 фірми MediaTek.